# Towarzystwo Monarchiczne Trzeciego Maja
Towarzystwo Monarchiczne Trzeciego Maja (właściwie Towarzystwo Insurrekcyjno-Monarchiczne Fundatorów i Przyjaciół Trzeciego Maja) – emigracyjna organizacja polityczna polskich monarchistów, istniejąca we Francji w latach 1843–1848.

## Charakterystyka
Towarzystwo było jawną emanacją Hotelu Lambert. 
Głosiła program odbudowania Królestwa Polskiego, opartego na zasadach ustrojowych konstytucji 3 maja z Adamem Jerzym Czartoryskim jako królem. Prezesem towarzystwa był Narcyz Olizar, głównym ideologiem ruchu Janusz Woronicz-Werner, autor wydanego w Paryżu w 1839 dzieła Rzecz o monarchii i dynastii w Polszcze, a redaktorem organu prasowego Trzeci Maj poeta Ludwik Orpiszewski. Działaczami tej organizacji byli m.in. kap. Teodor Szamowski (dyrektor towarzystwa), Władysław Zamoyski, Feliks Breański (prezes od sierpnia 1845) i Ludwik Bystrzonowski.